# 田村明子
田村 明子（たむら あきこ、1962年 - ）は、日本の翻訳家、ノンフィクションライター。

## 略歴
岩手県盛岡市出身。
1977年にアメリカへ留学し、高校、美術大学を卒業する。
ニューヨークのマクミラン出版社勤務を経て、1991年読売「女性ヒューマン・ドキュメンタリー大賞」に「オークウッドの丘の上」で入選。
1993年からフィギュアスケートの取材を始め、長野オリンピックでは運営委員を担当。
ニューヨークを拠点に活動している。
『挑戦者たち 男子フィギュアスケート平昌五輪を超えて』で2018年度ミズノスポーツライター賞優秀賞。

## 著書
- 『いのち抱きしめて』（文芸社） 2003
- 『知的な英語、好かれる英語』（NHK出版） 2004
- 『ニューヨークは美味しい!』（角川書店） 2008
- 『英語がうまくなる人、ならない人』（NHK出版） 2008
- 『女を上げる英会話』（青春出版社） 2013
- 『ガリバー旅行記の作家はなぜ狂死とされたのか? ジョナサン・スウィフト没後270年の歴史に学ぶ』（明窓出版） 2014
- 『聞き上手の英会話 英語がニガテでもうまくいく!』（中経出版） 2015
- 『ニューヨーカーに学ぶ 軽く見られない英語』（朝日新書） 2017
- 『ガリバー旅行記 三百年目の真実』（明窓出版） 2020

### フィギュアスケート関係
- 『氷上の光と影 知られざるフィギュアスケート』（新潮社） 2007
- 『氷上の美しき戦士たち』（新書館） 2009
- 『パーフェクトプログラム 日本フィギュアスケート史上最大の挑戦』（新潮社） 2010
- 『よくわかるフィギュアスケート』（新書館） 2011
- 『氷上の舞 煌めくアイスダンサーたち』（新書館） 2012
- 『銀盤の軌跡 フィギュアスケート日本ソチ五輪への道』（新潮社） 2014
- 『挑戦者たち 男子フィギュアスケート平昌五輪を超えて』（新潮社） 2018

## 翻訳
- 『ぼくの欲しかったもの』（ケン・サイマン、早川書房、ハヤカワ・ノヴェルズ）
- 『ユナボマー 爆弾魔の狂気 - FBI史上最長十八年間、全米を恐怖に陥れた男』（「タイム」誌編集記者、KKベストセラーズ）
- 『あなたの大切な人が拒食症になったら』（ペギー・クロード＝ピエール、新潮社）
- 『知っていそうで知らなかったクレオパトラ』（マイケル・フォス、集英社）
- 『ガラクタ捨てれば自分が見える 風水整理術入門』（カレン・キングストン、小学館文庫）
- 『わがままな恋のルール』（エリザベス・ワーツェル、ワニ文庫）
- 『セレブなエチケット講座』（エチケットガールズ、ワニ文庫）
- 『セカンド・アクト いまから本当の人生が始まる!「やりたいこと」に気づき、年齢、経験、お金erc.のカベを破る方法』（ステファン・M・ポーラン, マーク・レバイン、ダイヤモンド社）
- 『魔法のラッキー・ブック』（ステファン・ベチテル, ローレンス・ロイ・スタインズ、ダイヤモンド社）
- 『宝石泥棒の告白 怪盗メイソン』（ビル・メイソン, リー・グルエンフェルド、集英社）
- 『嵐の中の二人』（ダイアナ・ハミルトン、ハーレクイン・クラシックス）
- 『大統領の料理人 厨房からのぞいたホワイトハウス11年』（ウォルター・シャイブ、ベストセラーズ）
- 『ジョニー・ウィアー自伝 Welcome to My World』（ジョニー・ウィアー、新書館） 2011
- 『新 ガラクタ捨てれば自分が見える 風水整理術入門』（カレン・キングストン、小学館文庫）
- 『眼が不自由な犬との暮らし方 共に幸せに生きるために訓練をしよう』（キャロライン・D・レヴィン、緑書房）

### 「ルールズ」
- 『THE RULES (ルールズ) 理想の男性と結婚するための35の法則』（エレン・ファイン, シェリー・シュナイダー、ベストセラーズ）
- 『THE RULES 2 (ルールズ2) さらに愛されるための33の法則』（エレン・ファイン, シェリー・シュナイダー、ベストセラーズ）
- 『THE RULES 3 (新ルールズ) 幸せな愛と結婚のための法則』（エレン・ファイン, シェリー・シュナイダー、ワニ文庫）
- 『ルールズ オンライン・デート編』（エレン・ファイン, シェリー・シュナイダー、ワニ文庫）
- 『現代版ルールズ 理想の男性を手に入れるための31の法則』（エレン・ファイン, シェリー・シュナイダー、ワニ文庫）